# 오게 닐스 보어
오게 닐스 보어(덴마크어: Aage Niels Bohr, 1922년 6월 19일 – 2009년 9월 8일)는 덴마크의 핵물리학자이며, 1975년 노벨 물리학상 수상자이다. 닐스 보어의 아들로도 잘 알려져 있다.

## 생애
오게 보어는 1922년에 코펜하겐에서 태어났으며, 코펜하겐 대학교의 이론 물리 연구소(현재의 보어 연구소)에서 일하던 아버지 닐스 보어의 동료였던 볼프강 파울리, 베르너 하이젠베르크와 같은 물리학자들에게 둘러싸여 자랐다.
제2차 세계대전이 일어나고 독일이 덴마크를 점령한 지 얼마 지나지 않은 1940년에, 보어는 코펜하겐 대학교에서 물리학 학위 과정을 시작했다. 그러나 1943년에 독일군이 아버지인 닐스 보어를 체포하려고 시도하자, 보어의 가족은 다른 덴마크 출신 유대인들과 함께 스웨덴으로 탈출했고, 그 뒤 닐스 보어는 영국으로 옮겨가 맨해튼 프로젝트에 종사하게 되었다. 이 시기에 오게 보어는 아버지를 따라 이동하면서 아버지의 조수 겸 비서의 역할을 했다.
보어 가족은 1945년에 덴마크로 돌아왔으며, 오게 보어는 학업을 다시 시작하여 1946년에는 석사 학위를 취득한다. 학위 취득 이후, 보어는 닐스 보어 연구소의 준회원이 되었다.
보어는 1948년 초에 프린스턴의 고등연구소에서 일하였고, 1949년 1월에서 1950년 8월까지는 콜럼비아 대학교에서 근무하였다. 미국에 있는 동안, 보어는 마리에타 소퍼와 결혼하였고, 2남 1녀를 슬하에 두었다.
보어는 1956년에 코펜하겐 대학교의 교수가 되었고, 1962년에 아버지 닐스가 사망한 이후, 닐스 보어 연구소의 소장 직위를 물려받았다. 그는 이 자리에 1970년까지 재직하였다. 또한 그는 1957년 이래로 노르딕 이론물리연구소의 이사회 임원이었고, 1975년에는 소장이 되기도 했다.

### 물리학에 대한 업적
1940년대 후반에는 액체방울 모델(Liquid drop model)과 같은 당시의 모델로는 원자핵의 성질을 완전히 설명할 수 없다고 알려져 있었다. 1949년에 껍질 모델이 개발되어 마법수를 포함하여, 새로이 몇 가지의 핵의 성질을 설명할 수 있게 되었지만, 그 당시의 이론으로는 설명할 수 없는 부분이 아직 많이 있었다. 그 중에는 일부 핵에서 전하가 구형으로 분포하지 않는 점이 있었다.
컬럼비아 대학교의 제임스 레인워터는 1950년에 발표한 논문에서, 핵의 전하가 구형으로 분포하지 않는 것을 설명할 수 있는 새로운 모델을 발표하였다. 이때 컬럼비아 대학교를 방문하고 있었던 보어는 독립적으로 같은 생각에 도달하였고, 레인워터보다 한 달 후에 더 일반적인 기술을 포함하여 논문을 출판하였다. 보어는 이후에 이 관점을 더욱 발전시켜서, 1951년에는 원자핵 표면의 진동과 개별 핵자의 이동 사이의 관계를 폭넓게 다루는 논문을 발표하였다.
1950년에 코펜하겐으로 돌아온 후, 보어는 벤 로이 모텔손과 공동으로, 실험적으로 도출된 자료들과 이론적 성과를 검토하기 시작하였다. 1952년에서 1953년 사이에 출판된 세 개의 논문에서, 보어와 모텔손은 이론과 실험 결과가 많은 부분에서 일치한다는 것을 보였다. 그 예로, 그들은 원자핵들의 에너지 준위가 회전 스펙트럼으로 기술될 수 있음을 보였다. 이 연구는 다수의 이론적, 실험적 연구를 촉진시켰다.
보어와 모텔손, 레인워터는 “원자핵 내의 집단운동과 입자운동의 연관성 발견과 이 연관성에 기반한 핵자 구조 이론의 연구”에 대한 업적으로 1975년 노벨 물리학상을 공동으로 수상하였다.
보어와 모텔손은 계속해서 공동 연구를 수행하였고, 《Nuclear Structure》라는 이름의 두 권짜리 연구서를 출판하였다. 연구서의 첫 번째 권인 〈Single-Particle Motion〉은 1969년에 출판되었고, 두 번째 권인 〈Nuclear Deformations〉는 1975년에 출판되었다.